# Megara Hyblaea
Pour les articles homonymes, voir Mégare (homonymie).
Megara Hyblæa est une colonie grecque située sur la côte est de la Sicile, à 22 km au nord de Syracuse, près de l’actuelle ville d’Augusta. C’est une des plus anciennes colonies grecques de Sicile, fondée dans la seconde moitié du VIIIe siècle av. J.-C. Elle connaît deux grandes phases d’occupation, à l’époque archaïque (VIIIe – Ve siècle av. J.-C.) et à l’époque hellénistique (IVe – IIIe siècle av. J.-C.).

## Histoire
Selon la tradition, la cité aurait été fondée en 728 av. J.-C. par des colons arrivés de Mégare de Grèce, sous la conduite de l’œciste (chef d’expédition), Lamis. Plusieurs auteurs anciens, dont Thucydide (Guerre du Péloponnèse, VI.4), racontent la difficile arrivée de ces hommes en Sicile : d’abord installés à Trôtilon (aujourd’hui Brucoli), à l’embouchure du fleuve Porcaria, ils partent bientôt vers Leontinoi, prêter main-forte aux colons eubéens venus de Naxos et de Chalcis, qui souhaitent se débarrasser des indigènes avec lesquels ils partageaient jusque-là la cité. Mais une fois leur mission accomplie, les Mégariens se voient eux-mêmes chassés par la ruse, par le leurs faux-frères eubéens si l’on en croit Polyen (Stratagèmes, V, 5). Repartis vers le Sud, ils s’installent brièvement sur la péninsule de Thapsos où meurt Lamis, le chef de l’expédition. Ses compagnons seraient alors partis s’installer un peu plus de 20 kilomètres au nord de Syracuse, sur des terres offertes par le roi sicule Hyblon dont la capitale, Hybla, se situait peut-être sous l'actuelle Villasmundo. Les colons grecs fondent ainsi finalement la cité de Mégara Hyblaea — seule colonie dont le nom évoque à la fois l’origine grecque des colons et la terre indigène où ils s’installèrent.
Megara Hyblaea n’a jamais semblé être une cité d’importance notable, concurrencée par des colonies grecques voisines et rivales, Syracuse et Leontinoi, fondées à la même époque. Environ un siècle après sa fondation, des habitants de Megara Hyblaea, cherchant probablement de nouvelles terres, partirent fonder une sous-colonie sur la côte sud-ouest de la Sicile : Sélinonte, qui sera une cité florissante jusqu'à la fin du Ve siècle av. J.-C. et sa destruction par les Carthaginois.
La prospérité de Mégara Hyblaea fut cependant brève : « Ils y vécurent pendant deux cent quarante-cinq ans, jusqu’au moment où, expulsés par Gélon, tyran de Syracuse, ils durent abandonner leur ville et quitter la région » (Thucydide, VI.4). Si l’on sait aujourd’hui que des habitants revinrent ponctuellement réoccuper le site au bout d’une génération seulement, et si les travaux récents ont permis de mieux connaître l’occupation hellénistique de la cité, Mégara Hyblaea fut abandonnée à la fin de l’Antiquité et resta pratiquement vierge jusqu’à son exploration archéologique.
Lors de l’expédition d’Athènes contre Syracuse (415/413), le stratège Lamachos propose de faire de cette cité alors déserte une base militaire opérationnelle pour l’armée athénienne; mais sa suggestion n'est pas suivie, et de leur côté, les Syracusains ne la fortifient pas non plus.
Vers 340, Timoléon, après avoir ramené l’ordre à Syracuse, entreprend une recolonisation du territoire de Syracuse et aurait, selon la tradition, contribué à la reconstruction de Megara Hyblaea. Les vestiges archéologiques ne montrent cependant aucune reprise importante avant le règne de Hiéron II (tyran de Syracuse entre 270 et 215 av. J.-C.). Quoi qu'il en soit, Mégara demeure dans la mouvance de Syracuse, et fait partie de son territoire indépendant jusqu’à la deuxième guerre punique. Après sa destruction par Marcus Claudius Marcellus en 213, on n’entend plus parler d’elle.
Au tournant de notre ère, Strabon évoque une cité sicilienne disparue à son époque, fondée par des Doriens venus de Mégare. « Hybla, car ce fut là le nom primitif de l'établissement. Aujourd'hui, je le répète, cette ville n'existe plus ; et, si le nom d'Hybla a survécu, c'est grâce à la supériorité du miel dit hybléen. »

## Archéologie
Le site de Mégara Hyblaea est doublement remarquable du point de vue archéologique, à la fois par la préservation exceptionnelle de ses vestiges (notamment ceux relatifs à l’époque archaïque et à la première vague de colonisation en Occident), et par l’importance des fouilles et des études dont ils ont fait l’objet depuis la fin du XIXe siècle, dans le centre urbain comme les espaces environnants.

### Les premières investigations auXIXesiècle
Identifié dès le milieu du XVIe siècle par Tommaso Fazello, le site de Mégara Hyblaea ne fit l’objet d’investigations officielles qu’à partir de la fin du XIXe siècle, en réponse aux nombreux pillages dont il était régulièrement l’objet. Les premières campagnes de fouilles scientifiques sont dirigées à partir de 1879 par Francesco Cavallari, puis par l’infatigable Paolo Orsi. Elles concernent d’abord la nécropole occidentale et la fortification de la ville archaïque (1879, 1889, 1891-1892) puis le secteur du sanctuaire du Nord-Ouest (1917-1928). La ville proprement dite ne fait alors l’objet que de quelques sondages.

### Les fouilles de l’École française de Rome
La reprise de l’exploration du site a lieu en 1949, dans le cadre d’une convention entre la Surintendance de la Sicile Orientale et l’Ecole française de Rome. Les fouilles sont confiées à François Villard, alors jeune membre de l’École, dont l’objectif premier était de vérifier, par des sondages dans l’habitat, la chronologie de la céramique protocorinthienne, qui n’avait jusqu’alors été étudiée que dans les nécropoles. Mais très vite, avec la collaboration de Georges Vallet puis de Paul Auberson et des archéologues italiens de la Surintendance, notamment Luigi Bernabò Brea, l’exploration en vient à couvrir tout le site (une soixantaine d’hectares) et les problématiques se diversifient.
Au début des années 1950, le projet d’implantation sur le site d’une zone industrielle amène la Surintendance et l’École à dégager en quelques années (1952-1957) une « forteresse hellénistique », jusque-là inconnue. En 1958, la fouille d’une rue partant de la porte Ouest de l’enceinte hellénistique conduit à la découverte d’une place qui se révèle être l’agora de la ville hellénistique, bordée par un portique, un temple et un établissement de bains. Mais il apparaît très vite que cette agora hellénistique recouvre partiellement l’agora archaïque ; dès lors, l’objectif principal de la fouille devient la recherche de l’habitat archaïque au-dessous des structures hellénistiques. C’est ainsi à Mégara Hyblaea qu’est mis en évidence pour la première fois un plan d’urbanisme archaïque remontant à la fin du VIIIe siècle av. J.-C., formé d’îlots réguliers (larges d’environ 25 mètres) séparés par des rues rectilignes, parallèles et équidistantes (avec un entraxe, c’est-à-dire la distance séparant l’axe central de deux rues parallèles, de 28 mètres environ), entourant une agora de forme trapézoïdale (74 m sur 63 m). Ce plan "pseudo-orthonormé" précède de plusieurs siècles le plan hippodamien.
Les principaux résultats de ces travaux sont présentés dans le volume Mégara Hyblaea 1, paru en 1976. Cette période est également marquée par des travaux pionniers sur les céramiques archaïques publiés dans de nombreux articles et dans le volume Mégara 2 (1979). La ville hellénistique a été relativement négligée à cette époque, si l’on excepte le volume Mégara 4 (1966) consacré au temple hellénistique ; le guide du site (Mégara 3), publié en 1983, ne comble que partiellement cette lacune.
Entre 1977 et 1983, de nombreux sondages sont réalisés par Michel Gras, Henri Tréziny et Henri Broise sur le plateau méridional de la ville. Ils ont permis de montrer que ce secteur était occupé dès la fin du VIIIe siècle av. J.-C., selon un plan d’urbanisme comparable à celui du secteur de l’agora. Il est également apparu que la fortification méridionale était antérieure au milieu du VIIe siècle av. J.-C. Ces résultats, accompagnés d’une synthèse générale sur les travaux antérieurs, publiés ou inédits, ont été présentés dans le volume Mégara 5 (2005).
Dans les années 1980-1990, la Surintendance et l’École interviennent encore ponctuellement dans de nombreux secteurs, mais la seule fouille d’ampleur se trouve au Sud de l’agora, dans la dépression appelée Arenella (1990-1992). Encore inédite, la fouille devrait faire l’objet de nouvelles explorations.

### Les nécropoles archaïques
L’implantation de vastes complexes industriels autour du site précipita également, à partir des années 1950 et surtout des années 1970, l’exploration des nécropoles archaïques de Mégara Hyblaea, en particulier de la nécropole méridionale. Près d’un millier de tombes furent fouillées entre 1949 et 1980 par l’EFR (d’abord François Villard et Georges Vallet, puis Mireille Cébeillac et Michel Gras) et la Surintendance. La publication de cette nécropole fait l’objet de deux volumes de la collection Mégara (Mégara 6.2 paru en 2017 ; Mégara 6.1 en préparation sous la direction d’Henri Duday et Michel Gras et déjà partiellement accessible en ligne).
Ces travaux récents n’ont concerné que marginalement la nécropole Ouest, principalement explorée à la fin du XIXe siècle. Sur les plus de mille tombes fouillées entre 1879 et 1892 par Cavallari et Orsi, un tiers seulement fit l’objet d’une publication à l’époque. Les plus de six cent tombes inédites ont été étudiées récemment par Reine-Marie Bérard dans le cadre de son mémoire de l’Ecole française de Rome.

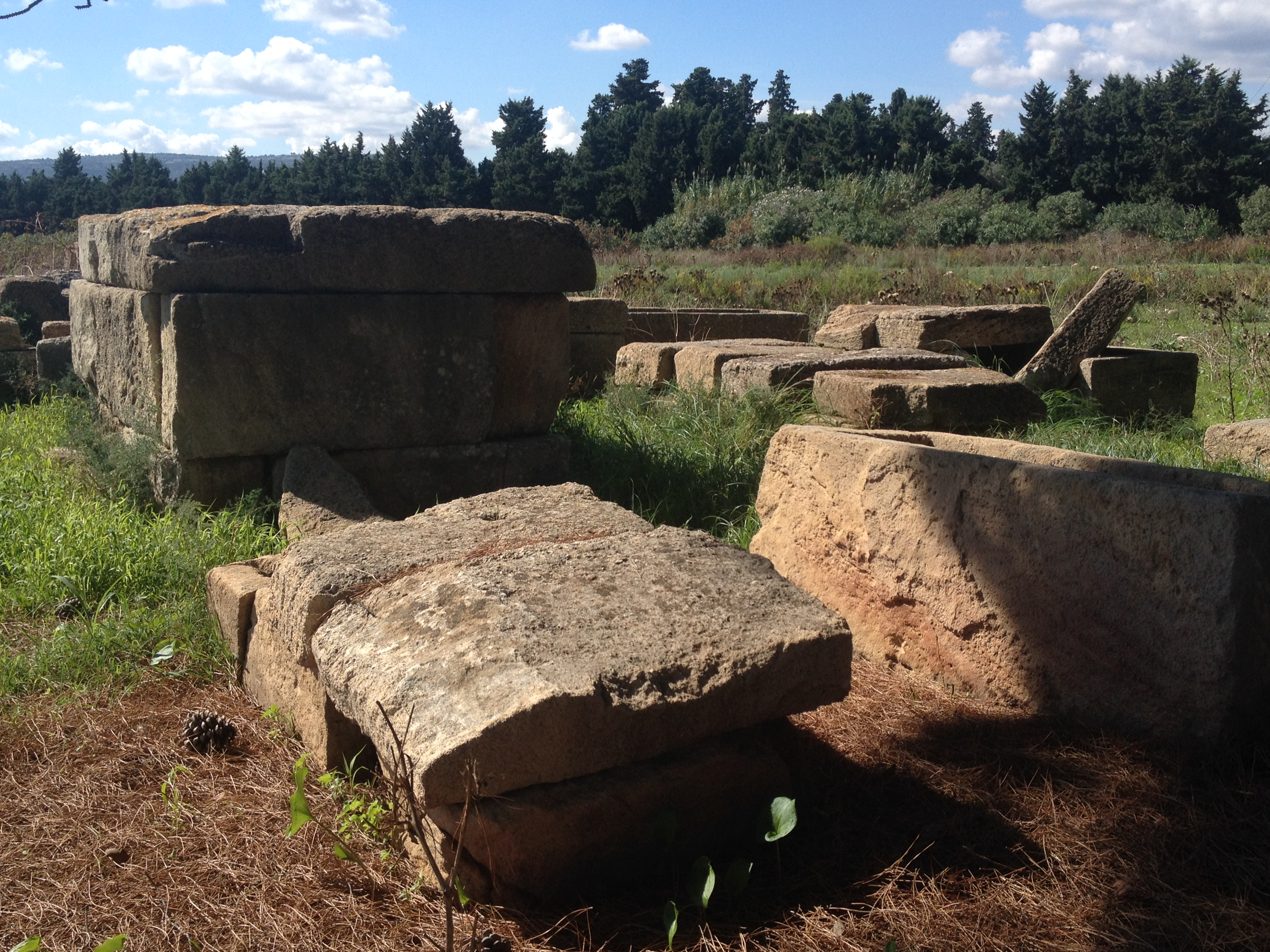
Tombes provenant des nécropoles de Mégara Hyblaea

Avec plus de 2000 tombes fouillées et étudiées, les nécropoles de Mégara Hyblaea offrent ainsi aujourd’hui un large panorama des pratiques funéraires mises en œuvre dans cette colonie sicilienne à l’époque archaïque. On peut y observer la diversité des types de tombes utilisés (sarcophages monolithes, tombes à orthostates bruts ou réguliers, tombes à tuiles, caveaux bâtis) et des modes de traitement du cadavre (inhumation et crémation) ainsi que la pratique des sépultures plurielles, qui consistait à utiliser une même tombe pour plusieurs défunts successivement en « faisant de la place » au nouvel inhumé en repoussant sur les côtés les os des précédents occupants (ce que l’on appelle la « réduction » des squelettes).
Les mobiliers d’accompagnement sont pour la plupart modestes et peu variés, privilégiant les vases de céramique et plus rarement quelques objets métalliques liés à la parure. L’étude topographique des nécropoles a donné quelques premières indications sur l’organisation du paysage de la chora, et sans doute les traces d’un premier cadastre.

### La ville hellénistique
La reprise systématique de la documentation relative à des fouilles anciennes a permis de mieux connaître la ville hellénistique, présentée dans le volume (Mégara 7, 2018).
Ces travaux ont permis de nombreuses avancées qui modifient considérablement notre connaissance de la ville post-archaïque. Ainsi, contrairement à ce que l’on a longtemps cru, il est apparu que la ville n’avait pas été entièrement abandonnée entre 483 et l’époque hellénistique, mais qu’elle fut partiellement réoccupée une vingtaine d’années seulement après le conflit avec Syracuse. Une Mégara du Ve siècle, longtemps méconnue, commence ainsi à se dessiner. Cette réoccupation, d’abord dispersée sur l’ensemble de la ville archaïque, se concentre dès le début du IVe siècle av. J.-C. dans le secteur de l’ancienne agora archaïque ; de cette période date sans doute la première fortification hellénistique. Si le milieu du IVe siècle est souvent considéré comme l’époque d’une « renaissance » de nombreuses colonies siciliennes, qui aurait été impulsée par Timoléon de Syracuse, rien ne signale cette hypothétique renaissance à Mégara Hyblaea, et c’est plutôt du règne de Hiéron II (tyran de Syracuse entre 270 et 215 av. J.-C.) que date la grande période de la ville hellénistique. C’est d’ailleurs de cette époque que date le dernier état de la muraille, mais aussi le temple que l’on a longtemps cru et dit du IVe siècle et son portique, ainsi que les bains qui bordent l’agora hellénistique.

## Visite
Le site, à l'écart des circuits touristiques, peut néanmoins se visiter sur la route entre Catane et Syracuse. Sont encore visibles :
- l'agora trapézoïdale avec sur les côtés nord et est les vestiges de deux portiques[1] ;
- au sud de l’agora, les fondations de deux temples doriques (époque archaïque, VIe siècle av. J.-C.), sans périptère, avec pronaos et naos. Celui de l’ouest possède une colonnade intérieure axiale[1]. Les nombreux objets votifs qui y furent découverts sont au musée de Syracuse.
- les bains grecs
- l'hérôon
- des vestiges du mur d’enceinte de l’époque archaïque, en blocs carrés, avec des tours semi-circulaires et une porte
- les vestiges d’un temple d’époque hellénistique

Le Museo Archeologico Regionale Paolo Orsi à Syracuse présente de nombreux objets trouvés durant les campagnes de fouilles. Parmi les plus remarquables, citons :
- une statue archaïque (VIe siècle av. J.-C.) en calcaire représentant une femme assise sur une trône allaitant deux jumeaux (kourotrophos), découverte dans la nécropole Nord du site[1] ;
- un kouros funéraire en marbre de Paros, du milieu du VIe siècle, de style dorique, portant sur la cuisse le nom du défunt : « Sombrotidas le médecin, fils de Mandroclès » et provenant de la nécropole Sud[13].
- un fragment de masque de théâtre (du VIe siècle av. J.-C.) provenant du quartier de l'agora.
- une sélection des objets découverts dans les nécropoles du site.

## Personnalité liée à Megara Hyblaea
Épicharme a vécu à Megara avant de s'installer définitivement à Syracuse. Platon indique dans Les Lois que Théognis fut pendant son exil de la Mégare isthmique citoyen de la Mégare hybléenne.